# Болдырев, Иван Сергеевич
Иван Сергеевич Болдырев (род. 5 июля 1937, станица Расшеватская, ныне Новоалександровского района Ставропольского края) — советский партийный и государственный деятель, 1-й секретарь Ставропольского крайкома КПСС в 1985—1991. Народный депутат СССР в 1989—1991. Член ЦК КПСС в 1986—1991.

## Биография
Родом из кубанских казаков. Русский. В 1954—1955 годах — учитель сельской семилетней школы в Ставропольском крае.
С 1955 года — 2-й, 1-й секретарь Новоалександровского районного комитета ВЛКСМ.
Член КПСС с 1956 года.
В 1964 году окончил Ростовский-на-Дону финансово-экономический институт и, одновременно, Ростовскую высшую партийную школу.
В 1964—1974 годах — инструктор, заместитель заведующего отделом Ставропольского краевого комитета КПСС.
В 1974—1983 годах — первый секретарь Пятигорского городского комитета КПСС Ставропольского края.
В 1983—1985 годах — секретарь Ставропольского краевого комитета КПСС.
В 1985 году — инспектор ЦК КПСС.
4 ноября 1985 года — август 1991 года — первый секретарь Ставропольского краевого комитета КПСС. Одновременно, с марта 1990 по 1991 — председатель Ставропольской краевой совета народных депутатов.